# 観音原石仏群

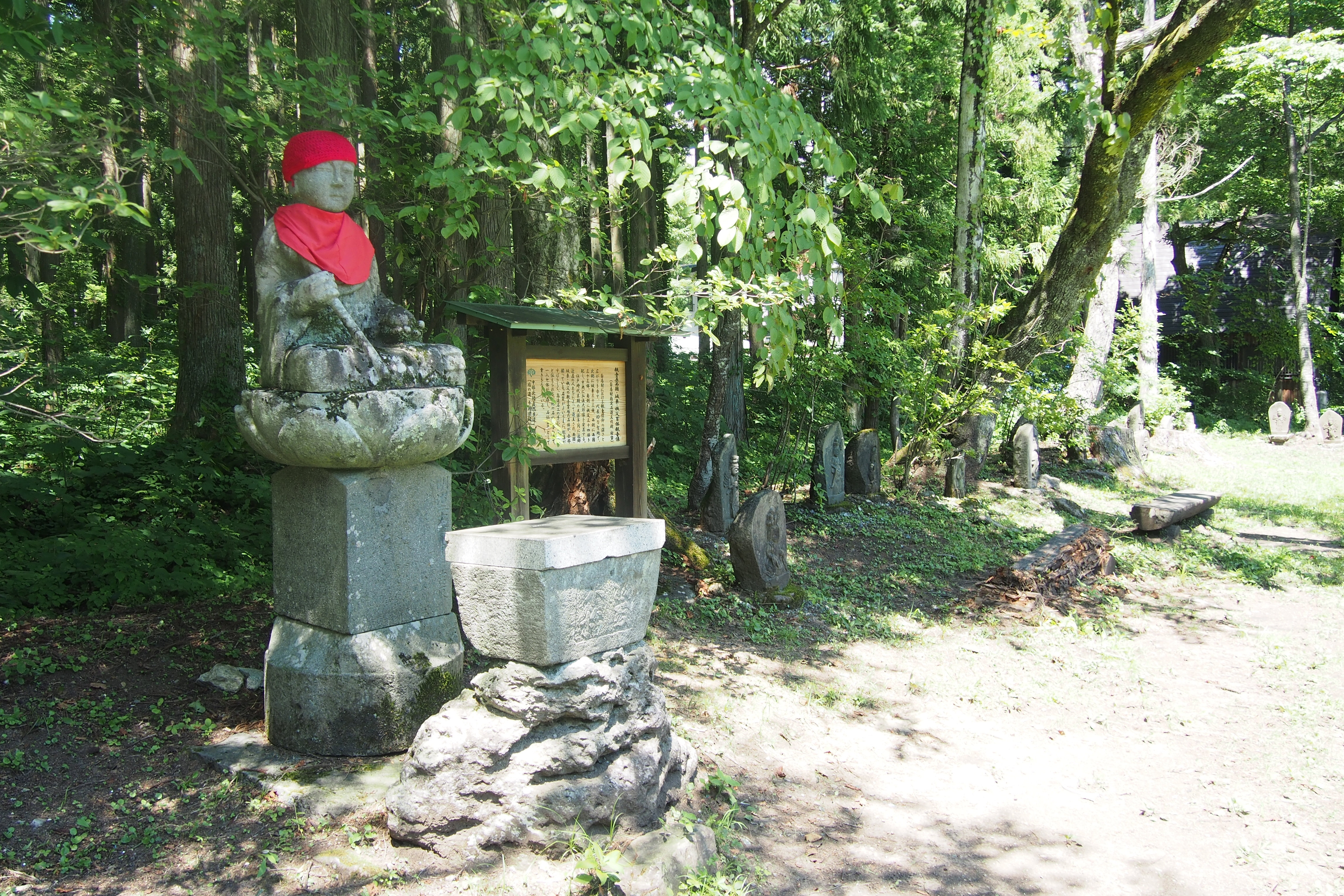
観音原石仏群の中央に位置する弘法大師像

観音原石仏群（かんのんばらせきぶつぐん）は、長野県北安曇郡白馬村北城にある石仏群。「観音原の石仏群」や環境省は「観音原石仏公苑」と表記される場合もある。指定文化財としての登録名称は「観音原　西国・坂東・秩父百番観音石像」。

## 概要
西国三十三所・坂東三十三箇所・秩父三十四箇所の観音霊場の石体が一同に全て揃う白馬村の指定石造文化財である。白馬村における観音信仰の深さと広がりを示す代表的な聖地で、北側に坂東33体、西側には弘法大師像を中心に西国33体、南側に秩父34体を配し、東側に馬頭観音など70余体、計187体の石仏が立ち並ぶ。石造物はそれぞれの霊場の本尊をかたどって彫られたもので、広い四角な芝原の周囲に並んでいる。石仏には一体ごとに施主名が刻まれている。
一説によれば、これらの石仏は高遠石工の製作だと言われている。

## 所在地
白馬村大字北城字観音原12135番。千国街道は新田地区を過ぎると、昔罪人を斬殺したという伝説を持つ「首切り坂」に出る。そして西へ上り詰めて少しすると観音原に出る。

## 歴史
観音原石仏群がある用地は戦時中には畑として使用されたが、天保年間に開かれたと考えられている。1080坪の芝生の四方に計187体の石仏が並び、その石仏を覆いかぶさるようにして松の木が植えられている。この石仏群は、もともと100体の観音が設置されていたが、1972年（昭和47年）に、馬頭観音石仏が旧街道から移設され合計187体の石仏群となった。
現在、観音原石仏群は新田・切久保地区の住民によって維持管理されており、秋にはこの場所で地区住民の運動会も開催されている。1977年（昭和52年）6月1日、白馬村指定文化財に指定される。